# كيث أولبرمان

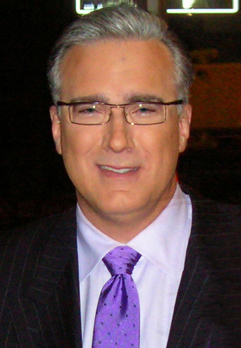
كيث أولبرمان

كيث أولبرمان (بالإنجليزية: Keith Olbermann)‏ مذيع وإعلامي أمريكي ليبرالي بدأ مسيرته كمذيع رياضي ثم تحول لتقديم برنامج سياسي. ولد في 27 يناير 1959. يقدم برنامج العد التنازلي مع كيث (بالإنجليزية: Countdown with Keith)‏ على شبكة إم إس إن بي سي الإخبارية MSNBC. من أبرز وأشهر المذيعين ومقدمي البرامج الأمريكيين ويحظى برنامجه شبه اليومي على نسبة مشاهدة عالية. يعتبر أحد أبرز الرموز الليبرالية في أمريكا وكثيراً ما يدخل في جدال ونقاش مع اليمين الأمريكي وقادة الحزب الجمهوري.

## روابط خارجية
- كيث أولبرمان على موقع IMDb (الإنجليزية)
- كيث أولبرمان على موقع الموسوعة البريطانية (الإنجليزية)
- كيث أولبرمان على موقع ميوزك برينز (الإنجليزية)
- كيث أولبرمان على موقع إن إن دي بي (الإنجليزية)
- كيث أولبرمان على موقع قاعدة بيانات الفيلم (الإنجليزية)